# Гданьская улица
Гда́ньская улица — улица в Выборгском районе Санкт-Петербурга. Проходит от проспекта Энгельса на восток параллельно Гаврской улице, и заканчивается тупиком, не доходя до проспекта Тореза.

## История
Улица возникла в 1912 году и называлась Осиповским проездом. Современное название улице было присвоено 17 августа 1964 года в честь польского города Гданьска — города-побратима Ленинграда. 15 мая 1965 года в Гданьскую улицу вошла часть Павловской улицы, ныне утраченной. До 1960-х годов улица проходила от проспекта Энгельса до проспекта Тореза. Но затем выезд на проспект Тореза был закрыт.

## Пересечения
- проспект Энгельса
- Лидинская улица

## Транспорт
Ближайшая к Гданьской улице станция метро — «Удельная».